# Litany
Litany är ett album från år 2000 av det polska death metal-bandet Vader. Låtar som brukar framföras live från skivan är Wings, Xepher och Cold Demons. Wings förekommer vid nästan varje framträdande och spelas oftast som extranummer.

## Låtlista
1. "Wings" - 3:10
2. "The One Made of Dreams" - 1:49
3. "Xeper" - 4:01
4. "Litany" - 3:02
5. "Cold Demons" - 3:12
6. "The Calling" - 3:10
7. "North" - 1:37
8. "Forwards to Die!!!" - 1:38
9. "A World of Hurt" - 1:52
10. "The World Made Flesh" - 2:48
11. "The Final Massacre" - 4:29